# Muzeum im. Aleksandra Kłosińskiego w Kętach
Muzeum im. Aleksandra Kłosińskiego w Kętach – muzeum regionalne, w którym gromadzone są eksponaty związane z historią i dawnym życiem codziennym Kęt, militaria, a także dawne elementy warsztatów tkackich, kuśnierskich.

## Historia Muzeum
Początki muzeum w Kętach związane są z kolekcjonerską pasją Aleksandra Kłosińskiego (1892-1974), który w swojej ostatniej woli przekazał miastu i jego mieszkańcom zbieraną przez całe życie kolekcję historycznych pamiątek, do dziś stanowiącą trzon muzealnych zbiorów. Na jej bazie, w ramach uczczenia 700-lecia miasta, w 1977 utworzone zostały Zbiory Historyczne Miasta Kęty. Ich siedziba znajdowała się w kamienicy przy ul. Mickiewicza 1.
2 maja 1983 roku Zbiory Historyczne objęło patronatem Muzeum Okręgowe w Bielsku-Białej. Na bazie Zbiorów Historycznych utworzony został oddział Muzeum Okręgowego pod nazwą Muzeum w Kętach.
W 1994 r. Wojewoda Bielski nadał Muzeum w Kętach imię Aleksandra Kłosińskiego. Rok później ekspozycję przeniesiono do zabytkowej kamienicy przy kęckim Rynku.
Kolejna zmiana nastąpiła w roku 2000. Na okres trzech lat administratorem zbiorów muzealnych stał się kęcki Dom Kultury. W roku 2003 nakładem Urzędu Gminy Kęty zakończono renowację pomieszczeń pierwszego piętra kamienicy, w której mieści się muzeum. Powstały dzięki temu nowe pomieszczenia biurowe oraz sale na wystawy czasowe i organizowane cyklicznie Wieczory przy armacie.

## Stan aktualny
W 2004 r. Gmina Kęty powołała do życia nową instytucję: Muzeum im. Aleksandra Kłosińskiego w Kętach, które przejęło od bielskiej placówki pełną opiekę merytoryczną nad zbiorami. Kolekcja, znacznie wzbogacona głównie dzięki darom mieszkańców miasta i gminy, liczy ponad 4 tys. eksponatów, dokumentujących historię, sztukę oraz życie codzienne Kęt i okolicy. 
W marcu 2005 r. otwarta została nowa ekspozycja stała na parterze budynku. Obejmuje ona sale: historyczną, artystyczną i mieszczańską oraz etnograficzną.